# همفري كوب
همفري كوب (بالإنجليزية: Humphrey Cobb)‏ (5 سبتمبر 1899، سيينا في إيطاليا - 25 أبريل 1944)؛ كاتب سيناريو، كاتب وروائي أمريكي.

## روابط خارجية
- همفري كوب على موقع IMDb (الإنجليزية)
- همفري كوب على موقع قاعدة بيانات برودواي على الإنترنت (الإنجليزية)
- همفري كوب على موقع قاعدة بيانات الأفلام السويدية (السويدية)
- همفري كوب على موقع قاعدة بيانات الفيلم (الإنجليزية)